# Afrotrogus madagascariensis
Afrotrogus madagascariensis är en stekelart som först beskrevs av Gyöö Viktor Szépligeti 1903.  Afrotrogus madagascariensis ingår i släktet Afrotrogus och familjen brokparasitsteklar. Inga underarter finns listade i Catalogue of Life.